# Cristián Cuturrufo
Christian Alejandro Cuturrufo Contador (Coquimbo, 27 de junio de 1972-Santiago, 19 de marzo de 2021) fue un músico y gestor cultural chileno, uno de los trompetistas de jazz más destacados de su país.

## Carrera

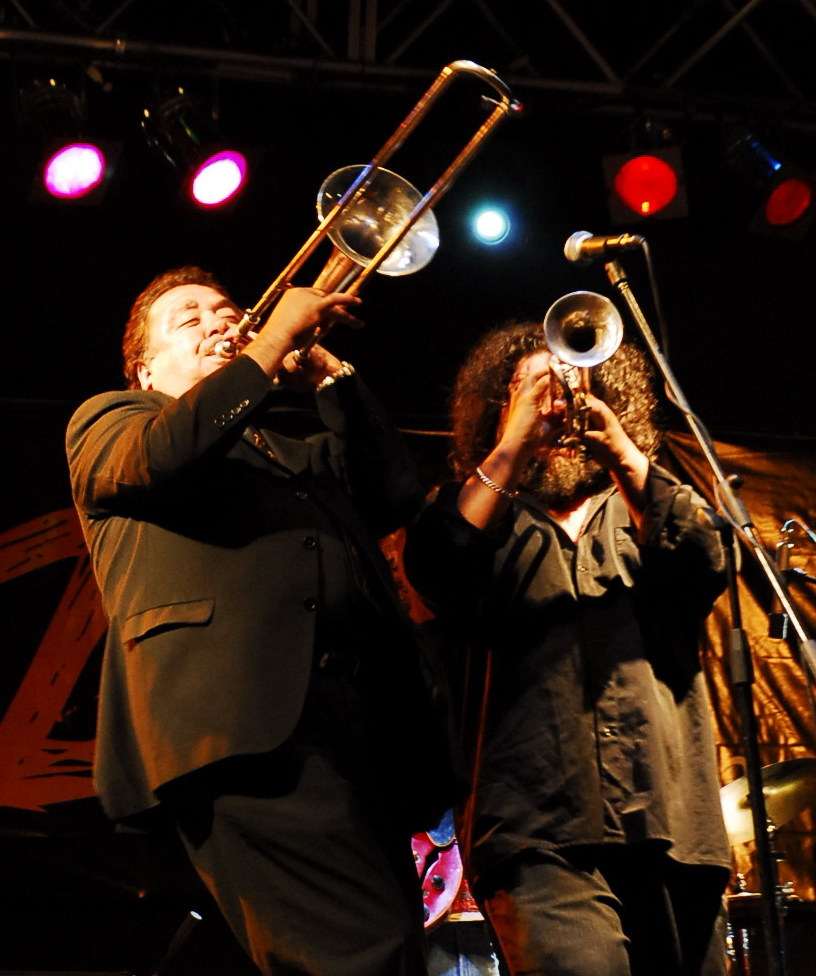
Cuturrufo (derecha) junto con el trombonista Héctor «Parquímetro» Briceño en 2008.

Nació en Coquimbo, en una familia de músicos encabezada por su padre, Wilson Cuturrufo, quien era acordeonista. Sus hermanos fueron Rodrigo, Marcelo y Carolina. Su familia siempre estuvo vinculada a las tradiciones musicales del puerto y de las fiestas populares de la región.
Estudió trompeta clásica en la Escuela Experimental de Música Jorge Peña Hen junto al profesor Sergio Fuentes en La Serena, descubriendo paralelamente música como Return to Forever, Kool & the Gang, Cole Porter y la Orquesta Huambaly. Más tarde continúa su formación en la Universidad Católica de Chile, y posteriormente viaja a Cuba para profundizar sus estudios de música popular, ritmos afrocubanos y jazz, inspirado en solistas como Fats Navarro, Dizzy Gillespie y Arturo Sandoval.
Una vez en Chile participa de agrupaciones de latin jazz como Motuto, para luego ser parte de numerosas bandas de jazz en una carrera que lo llevó a desarrollar la estructura del quinteto jazzístico. 
Entre los muchos músicos de jazz con quien compartió escenario en sus quintetos estuvieron los saxofonistas Ignacio González, Jimmy Coll y David Pérez, los guitarristas Jorge Díaz, Daniel Lencina y Federico Dannemann, los bajistas Felipe Chacón, Christian Gálvez y Cristián Monreal, y los bateristas Iván Lorenzo, Carlos Cortés y Andrés Celis, entre otros. Además de formar parte de las agrupaciones Los Titulares, de Francisco Molina, Vernáculo y Cutus-Clan junto a su hermano Rodrigo Cuturrufo. También tuvo frecuentes colaboraciones con Ángel Parra Trío, junto a Ángel Parra.
Además trabajó junto al legendario pianista de la vieja guardia Valentín Trujillo. Junto al maestro del piano popular, Cuturrufo adquirió una mejor posición en términos de repertorios musicales populares y de alcance masivo realizando duetos de swing que registró en los álbumes Jazz de salón (2004) y Villancicos (2005).
Luego de un tiempo vuelve a su estilo, pero esta vez fusionando el jazz con el funk creando el disco Cristián Cuturrufo y la Latin Funk (2006), con su sexteto habitual y también desarrollando el swing chileno con Swing nacional (2007) junto al trombonista Héctor «Parquímetro» Briceño.
Durante 2009, el trompetista volvió a hacer noticia con una extensa gira por Nueva Zelanda y el Sudeste Asiático, con críticas favorables. A mitad de 2009 publicó su primera antología de jazz, titulada Treinta años en trompeta y para enero de 2010 se presentó por primera vez en el Festival Internacional Providencia Jazz al mando de un ensamble multinacional de once músicos donde figuraron su colega swing Jimmy Coll (saxo tenor solista), Claudio Rubio (saxo tenor de sección), Eduardo Peña (bajo eléctrico) y Carlos Cortés (batería), que abordaba nuevamente la música de raíz afrocubana y el latin jazz.
En 2015 se declaró en contra de la SCD por considerarla «muy turbia». En la misma entrevista declaró que se consideraba más que un jazzista, un músico que disfrutaba de la cumbia tradicional, el jazz, y el rock-pop, y que detestaba el reguetón, la bachata y la cumbia romántica.
A partir de ese momento le dedica más tiempo a su faceta de productor de encuentros y citas musicales como el Festival de Jazz de Las Condes creado en 2005, en el Parque Padre Hurtado, además de la creación de clubes de jazz como The Jazz Corner en 2013 (donde tocaría con jazzistas de elite como Wynton Marsalis o Esperanza Spalding) y Boliche Jazz en 2017. Su siguiente disco fue con el elenco estelar que grabó un concierto en el Club Blue Note de Nueva York, junto a Christian Gálvez, Nelson Arriagada y Alejandro Espinosa, registro publicado por el sello Pez bajo el título The Chilean Project live at the Blue Note (2016).
Luego de largo tiempo de no publicar álbumes al ritmo que venía ofreciendo, el trompetista presentó un trabajo titulado Socos (2019), donde presentó una única composición nueva ("Socos"). Por ese tiempo, ya residiendo en la capitalina Comunidad Ecológica de Peñalolén, se unió a los músicos Jorge Campos (bajo) y Pedro Greene (batería), con quienes llegó al Festival de Jazz de El Cairo, en Egipto en 2020, en lo que sería su última gira. Este proyecto lo mostraría en Chile en el Festival de Jazz de Las Condes realizado en diciembre de 2020.
La última tocata que realizó fue a principios de marzo de 2021 junto a The Chilean Project a través de streaming para el Festival Rosita Renard de la Municipalidad de Pirque realizado en el Castillo de las Majadas.

## Vida personal y salud
Estaba casado con la productora Magdalena Cousiño, con quien tuvo tres hijos.
El 17 de marzo de 2021 se publicó la información de que había enfermado de COVID-19 junto a su pareja, siendo por ello ingresado de gravedad en la Clínica Las Condes de Santiago. Dicha hospitalización ocurrió tras haber sufrido dos paros cardiorrespiratorios debido a complicaciones derivadas por el contagio, por lo que fue trasladado a dicha clínica en helicóptero desde su casa en Peñalolén. Falleció el 19 de marzo de 2021 a la edad de cuarenta y ocho años. Una de las últimas actividades públicas ocurrió el 12 de marzo pasado, cuando participó en la campaña de Patricio Fernández en Vitacura, en el marco de su candidatura a la Convención Constitucional.

## Discografía
- 2000 - Puro jazz (Big Sur)
- 2002 - Latin jazz (Big Sur)
- 2003 - Recién salido del horno (Big Sur)
- 2004 - Jazz de salón (Autoedición)
- 2005 - Villancicos (Perseguidor Records)
- 2006 - Cristián Cuturrufo y la Latin Funk (Autoedición)
- 2007 - Swing nacional (Fondart)
- 2010 - Cutu! (Autoedición)
- 2016 - The Chilean Project live at the Blue Note (Pez)
- 2019 - Socos

### Colectivos
- 2009 - Roberto Parra: Invocado

### Colaboraciones
- 1994 - Los náufragos (de Ángel Parra y Miguel Littín)